# Estación de Camagüey
La Estación de Camagüey es la estación de ferrocarril principal de la ciudad de Camagüey, capital de la provincia homónima en Cuba. La estación también es conocida informalmente como Camagüey Central. 
La estación fue construida en 1846 por los españoles durante la época de la Capitanía General de Cuba. Es gestionada por la compañía nacional Ferrocarriles de Cuba (FFCC) y está localizada en la avenida Van Horne, en medio de la ciudad y justo delante del Hotel Plaza.
La estación de Camagüey es una de las estaciones más importantes de Cuba y, junto con las estaciones Central de La Habana, Santiago de Cuba y Santa Clara, forman el núcleo de las operaciones de la red ferroviaria de Ferrocarriles de Cuba.

## Historia

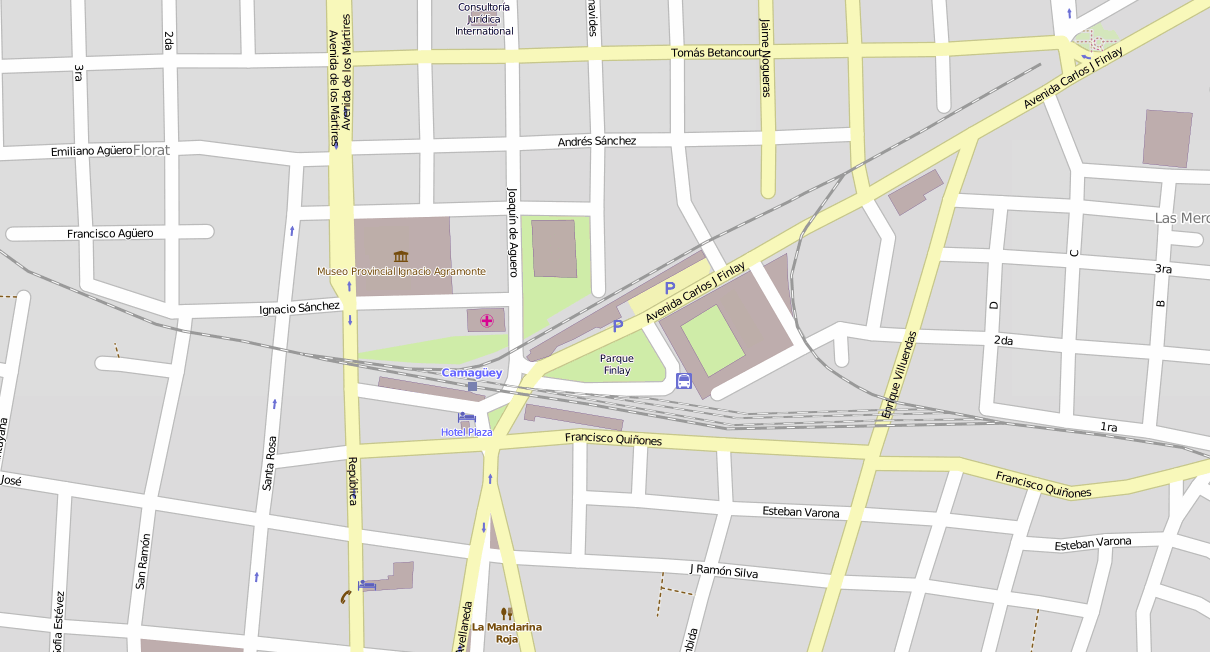
Plano de la estación y su área adyacente en el centro de la ciudad.

La construcción de la estación se empezó a planificar en la década de 1830 durante la época española. La estación se inauguró el 5 de abril de 1846. Cuando se construyó la estación era el término sur de la línea a la ciudad de Nuevitas  en la costa del Atlántico.

## Arquitectura
La estación de Camagüey es compuesta de un edificio edificoi de una sola planta con un estilo arquitectónico Colonial español ya que fue construida por los españoles durante la época de la Capitanía General de Cuba.

## Vías de tren
La estación cuenta con tres vías. La tercera vía provee acceso a una pequeña cubierta que se extiende sobre el parque Finlay. Las vías de la estación se cruzan con la avenida Carlos J. Finlay. Las vías siguen y atraviesan un cruce a nivel, donde cuenta con un edificio secundario de pasajeros. A dos kilómetros al sureste en el reparto de Garrido, la estación tiene acceso a una cubierta más grande de locomotoras.
Todas las líneas que sirven a la estación, incluyendo la principal de La Habana-Santiago de Cuba, están sin electrificar y son todas de una sola vía.

## Servicios
La estación tiene servicio de larga distancia que conectan la ciudad con distintos puntos por el país. Hasta el 2019, el Tren Francés en la línea La Habana-Santa Clara-Santiago, era la marca insignia de Ferrocarriles de Cuba. 
La estación tiene otros servicios de larga distancia con rutas desde Central de La Habana conectando Camagüey con Holguín, Guantánamo, Bayamo, Matanzas, Ciego de Ávila, Las Atunes, Manzanillo y otras ciudades. También hay servicios regionales a Morón, Nuevitas, Vertientes y Santa Cruz del Sur.

## Galería

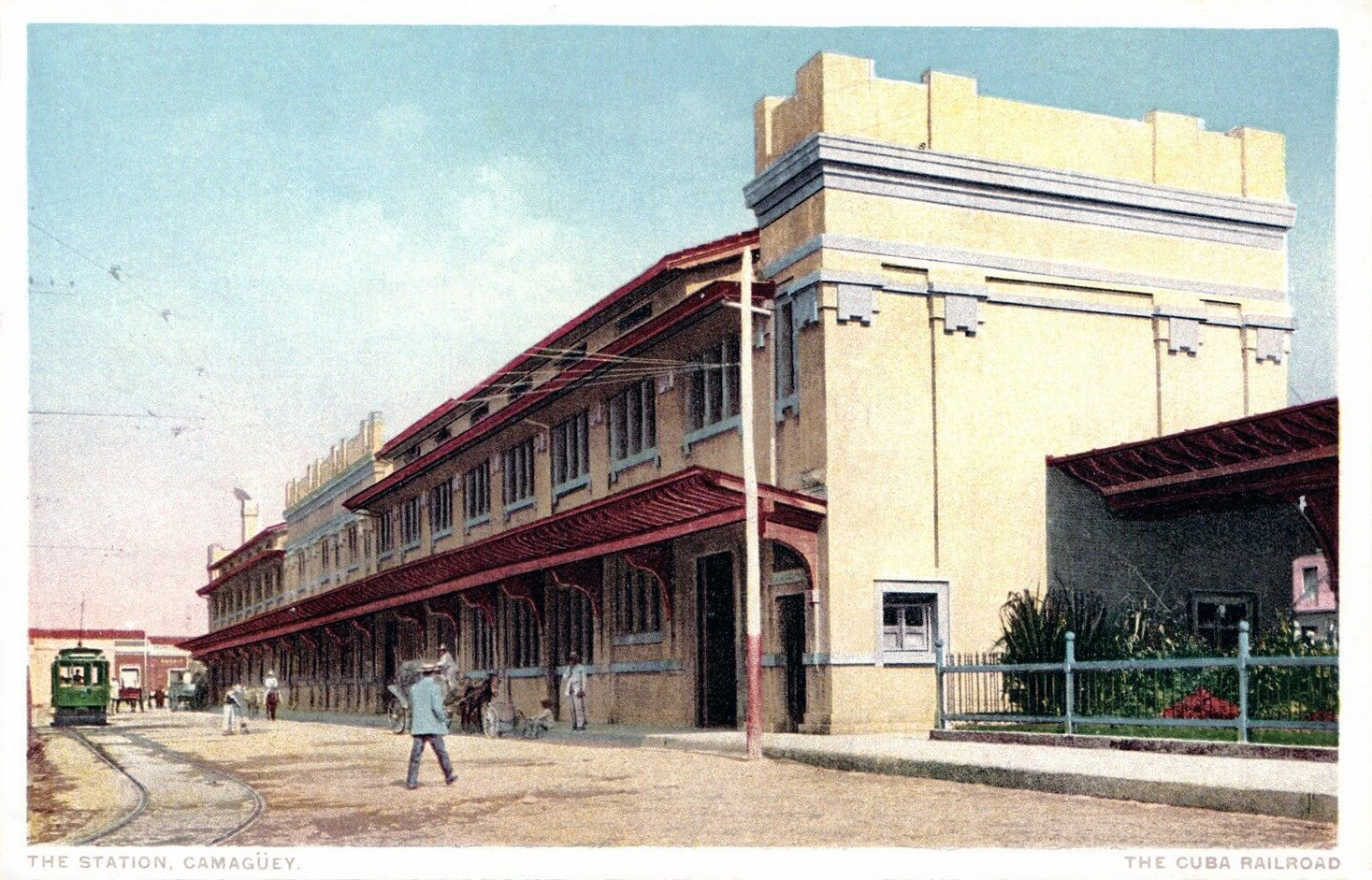
Estación de tren, circa 1920